# Остров имени Белова
Остров им. Белова — деревня на острове Верхний. Входит в состав межселенной территории территория Залитских островов, подчиняющаяся напрямую Псковскому району Псковской области России. Является единственным населённым пунктом острова Верхний.

## Население
| 2001 | 2002 | 2010 |
| ---- | ---- | ---- |
| 59   | ↘52  | ↘28  |

Численность населения деревни по оценке на начало 2001 года составляла 59 жителей, на начало 2010 года — 27 человек.

## История
В 1470 году на острове Верхний преподобным Досифеем был основан Верхнеостровский монастырь, названный в честь Первоверховных Апостолов Петра и Павла. В 1584 году обитель была приписана к Псково-Печерскому монастырю.
При нападении шведов на остров в 1703 году Верхнеостровский монастырь был сожжён, но уже в 1710 году заново отстроен иеромонахом Псково-Печерского монастыря Илларионом и освящён отцом Феодосием. В 1764 году монастырь был упразднён, а храм превращён в приходскую церковь Петра и Павла. В 1862 году к ней на средства прихожан пристроены притвор и каменная колокольня. В 1901 году с северной стороны был пристроен придел, 30 января 1906 года освящённый в честь преподобного Досифея Верхнеостровского, а также построена колокольня. В 1895 году в деревне было учреждено церковно-приходское попечительство, а в 1910 году была открыта земская школа, в которой обучались 50 детей. При советской власти храм был закрыт, многие священнослужители были арестованы и сосланы без права возвращения после освобождения (игумен Антоний (Алексей Иванович Лучкин), сосланный за «антисоветскую деятельность» в 1928 году на 3 года; священник Петр Иванович (Иоаннович) Чашкин, арестованный в 1937 году на 10 лет и реабилитированный в 1963 году, Иосиф Николаевич Швецов, расстрелянный в 1938 году и реабилитированный в 1956 году). Ныне храм вновь действует.
В 1821 — 1917 годах территория современной деревни относилась к безуездному городу Александровский посад (Талабск).
До 2005 года деревня входила в состав упразднённой Залитской волости.